# Buchholterberg
Buchholterberg é uma comuna da Suíça, no Cantão Berna, com cerca de 1.481 habitantes. Estende-se por uma área de 15,32 km², de densidade populacional de 97 hab/km². Confina com as seguintes comunas: Aeschlen, Bleiken bei Oberdiessbach, Fahrni, Linden, Röthenbach im Emmental, Unterlangenegg, Wachseldorn.
A língua oficial nesta comuna é o Alemão.